# Skattemärke

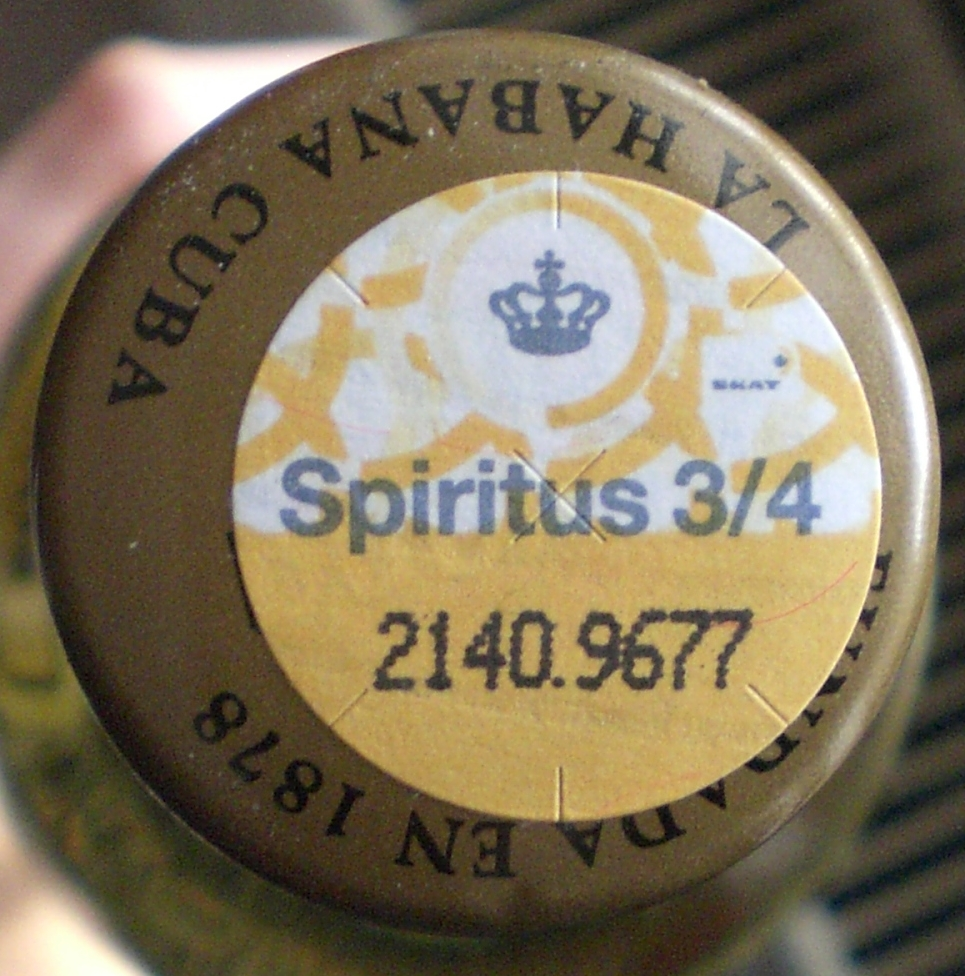
Skattemärke på spritflaska i Danmark.

Ett skattemärke är en typ av kontrollmärke, ofta i form av en etikett, som fästs på föremål för att visa att skatt har blivit betald. Ett exempel är kontrollmärke på motorfordon.